# 묄렌도르프구렁이
묄렌도르프구렁이(영어: Moellendorf's rat snake, 학명: Elaphe moellendorffi 엘라페 모엘렌도르피[*])는 뱀과 뱀속에 딸린 뱀의 일종이다. 동남아시아 원산이다.
그 이름과 학명은 독일 연체동물학자 오토 프란츠 폰 묄렌도르프를 기려 붙인 것이다.
중국 양광(광동성, 광서성)지역에서 베트남 호아빈성에 이르는 지역에 서식하며, 때때로 라오스에서도 발견된다. 신장은 1.66 미터까지 자란다. 난생이다.